# NGC 189
 NGC 189 es un cúmulo abierto en la constelación de Casiopea. Fue descubierto por Caroline Herschel el 27 de septiembre de 1783, y de forma independiente redescubierto por John Herschel el 27 de octubre de 1829.